# Pieter Adam van Holthe
Pieter Adam van Holthe (Ruinen, 23 februari 1783 - Demerary, 27 juli 1823) was een Nederlandse burgemeester (maire).

## Leven en werk
Van Holthe, lid van de familie Van Holthe, was een zoon van Pieter Adam van Holthe en Roelina Gerhardina Gijsberta van den Clooster, vrouwe van Rheebruggen. Van Holthe studeerde rechten. In 1804 promoveerde hij op stellingen aan de Leidse universiteit. Hij was van 1811 tot 1812 maire van Dwingeloo. Hij werd als maire opgevolgd door zijn oudere broer Aalt Willem van Holthe. Van Holthe vestigde zich vervolgens als ontvanger der belastingen in Meppel. In 1816 werd hij benoemd in de ridderschap van Drenthe waardoor hij het erfelijke adellijk predicaat jonkheer verkreeg. Vanaf 1817 tot 1821 maakte hij namens de ridderschap deel uit van de Drentse Staten.
Van Holthe trouwde op 31 mei 1814 te Groningen met Edzardina Jacoba de Drews, dochter van de Groninger rechter Johan de Drews en Margaretha Bouwina Lewe van Middelstum; uit dit huwelijk werden vier kinderen geboren en hij was de schoonvader van prof. dr. Willem Adriaan Enschedé (1811-1899), hoogleraar te Groningen. Van Holthe overleed op 40-jarige leeftijd in Demerary.